# A Soldier's Plaything
Pour plus de détails, voir Fiche technique et Distribution.
A Soldier's Plaything est un film américain réalisé par Michael Curtiz, sorti en 1930, d'après un roman de Stewart Edward White.

## Synopsis
L'histoire se déroule vers la fin de la première Guerre mondiale. Georgie Wilson joue avec des amis. Quand l'un d'entre eux l'accuse de tricher, ils se battent. Quand Wilson voit son adversaire tomber dans les escaliers, il suppose qu'il est mort. Il s'échappe avec son ami Tim, avant que la police n'arrive en rejoignant un défilé d'hommes qui s'inscrivent à l'armée. Ils finissent par se joindre alors que Tim se rendait compte qu'il voulait rejoindre l'armée. Ils se sont mis en difficulté avec leur capitaine à de nombreuses reprises, ce qui l'a amené à les punir à plusieurs reprises en les rendant stables. Quand ils sont stationnés dans la ville allemande de Coblence, Wilson rencontre et tombe amoureux de Gretchen Rittner, fille d'un aubergiste. Il est incapable de lui proposer un mariage, cependant, avec une accusation de meurtre suspendue à sa tête. Finalement, l'homme qu'il pensait avoir assassiné se révélait et cela permet à Wilson de se marier définitivement avec Gretchen.

## Fiche technique
- Titre original : A Soldier's Plaything
- Réalisation : Michael Curtiz
- Scénario : Perry N. Vekroff et Viña Delmar
- Société de production : Warner Bros. Pictures
- Photographie : Barney McGill
- Montage : Ralph Dawson
- Distribution : Warner Bros. Pictures
- Pays de production : États-Unis
- Langue : anglais
- Format : Noir et blanc - Son : Vitaphone
- Genre : comédie musicale, comédie dramatique
- Durée : 71 minutes
- Date de sortie : 1er novembre 1930

## Distribution
- Ben Lyon : Georgie Wilson
- Harry Langdon : Tim
- Lotti Loder : Gretchen Rittner
- Noah Beery : Capitaine John Plover
- Fred Kohler : Hank, joueur de poker
- Frank Campeau : Joe, joueur de poker
- Lee Moran : Caporal Brown